# Veliko Polje (Chorwacja)
Veliko Polje – wieś na terenie Miasta Zagrzeb, w Chorwacji. Wieś w 2011 roku liczyła 1104 mieszkańców. 